# RTFM
RTFM은 “리드 더 퍼킹 매뉴얼(Read The Fucking Manual→그 빌어먹을 안내서부터 읽어라)” 의 약자이다. 이는 "매뉴얼"이나 각종 안내문을 살펴보기만 해도 알 수 있는 질문에 대한 답변으로 종종 사용된다. 혹은 다른 사람에게 도움을 요청하기 전에 스스로 노력하라는 의미를 갖기도 한다. 이 표현은 상당히 거칠고 과격한 표현이다. 좀 더 순화되고 정중한 표현으로 "Read The Flaming Manual", "Read The Famous Manual", "Read The Fine Manual", "Read The Full-On Manual", "Read The Friendly Manual", "Read The Full Manual", "Read The Field Manual" 등을 의미하기도 한다.
비슷한 의미로 다음과 같은 표현들이 있다.
- STFW ("Search The Fucking World Wide Web(웹에서 검색하시오.)")
- STFG ("Search The Fucking Google(구글에서 검색하시오.)" 또는 "Search The Fantastic Google")
- GIYF ("Google Is Your Friend(구글에서 찾을 수 있습니다.)")
- JFGI ("Just Fucking Google It(구글에서 찾으라니까!)")
- RTFA ("Read The Fucking Article(포럼 글을 읽으시오.)"—Fark.com 과Slashdot 같은 뉴스 포럼에서 자주 사용됨.[1]
- RTFE ("Read The Fucking Email(이메일을 확인시오.)")
- RTFC ("Reboot The Fucking Computer(컴퓨터를 재부팅하시오.)")
- LMGTFY ("Let Me Google That For You(내가 찾아줄까?)")